# Князе-Григоровка
Князе-Григоровка (укр. Князе-Григорівка) — село в Великолепетихской поселковой общине Каховского района Херсонской области Украины. Расположено на левом берегу Каховского водохранилища на реке Днепр.
Население по переписи 2001 года составляло 1944 человека. Почтовый индекс — 74530. Телефонный код — 5543. Код КОАТУУ — 6521282201.

## История
Основано в 1784 году на землях, выделенных царским правительством графу А. Н. Самойлову (племянник князя Г. А. Потёмкина). В 1797 году населённый пункт приобрёл помещик Рахманов, который переселил сюда крепостных с Калужской, Харьковской, Полтавской и Черниговской губерний. После образования Таврической губернии село стало волостным селением Днепровского уезда. Советская власть установлена в январе 1918 года. С 16 сентября 1941 по 5 февраля 1944 года село находилось под оккупацией нацистской Германии.
В 2022 году, во время вторжения России на Украину, село было захвачено. На данный момент находится под оккупацией ВС РФ.

## Местный совет
74530, Херсонская обл., Великолепетихский р-н, с. Князе-Григоровка